# Relaciones Estados Unidos-Madagascar
Las relaciones Estados Unidos-Madagascar son las relaciones diplomáticas entre Estados Unidos y Madagascar.

## Historia
Las relaciones entre los Estados Unidos y Madagascar se remontan a mediados del siglo XIX. Aparte de Mozambique, Madagascar fue el único país del este de África en importar esclavos a las Américas. Los dos países concluyeron una convención comercial en 1867 y un tratado de paz, amistad y comercio en 1881. Las relaciones tradicionalmente cálidas sufrieron considerablemente durante la década de 1970, cuando Madagascar expulsó a los EE. UU. embajador, cerró un seguimiento NASA. estación, aliada con la URSS, y nacionalizó dos compañías petroleras estadounidenses. En 1980, se restablecieron las relaciones a nivel de embajadores.
A lo largo del período conflictivo, las relaciones comerciales y culturales se mantuvieron activas. En 1990, Madagascar fue designado como beneficiario de ayuda prioritaria, y la asistencia aumentó de $ 15 millones en 1989 a $ 40 millones en 1993. La asistencia reciente de los Estados Unidos ha contribuido a un censo de población y programas de planificación familiar; conservación de la notable biodiversidad de Madagascar, desarrollo del sector privado, agricultura, democracia e iniciativas de gobernanza; y formación en medios. Madagascar se convirtió en el primer país con un acuerdo de la Cuenta del Desafío del Milenio cuando firmó un acuerdo por un valor de $ 110 millones en abril de 2006. El gobierno Ravalomanana fue especialmente positivo sobre los vínculos con los Estados Unidos.
La caída del presidente Ravalomanana en 2009 y el subsiguiente régimen de transición tensaron esas relaciones. Madagascar ya no podía beneficiarse de mucha ayuda estadounidense o internacional, ni calificar para acuerdos de libre comercio como AGOA.
En 2013, un nuevo presidente y una nueva asamblea nacional fueron elegidos con el apoyo de la comunidad internacional. La ayuda internacional se reanudó, y Madagascar se benefició nuevamente de la AGOA; En teoría, por sus principales prendas de la industria de exportación, había sufrido mucho. Sin embargo, en junio de 2015, una nueva degradación del clima político en Antananarivo llevó al Departamento de Estado de los EE. UU. A expresar su preocupación y pedir un "diálogo nacional" en el país.

## Misiones diplomáticas residentes
- Estados Unidos tiene una embajada en Antananarivo.
- Madagascar tiene una embajada en Washington D. C.

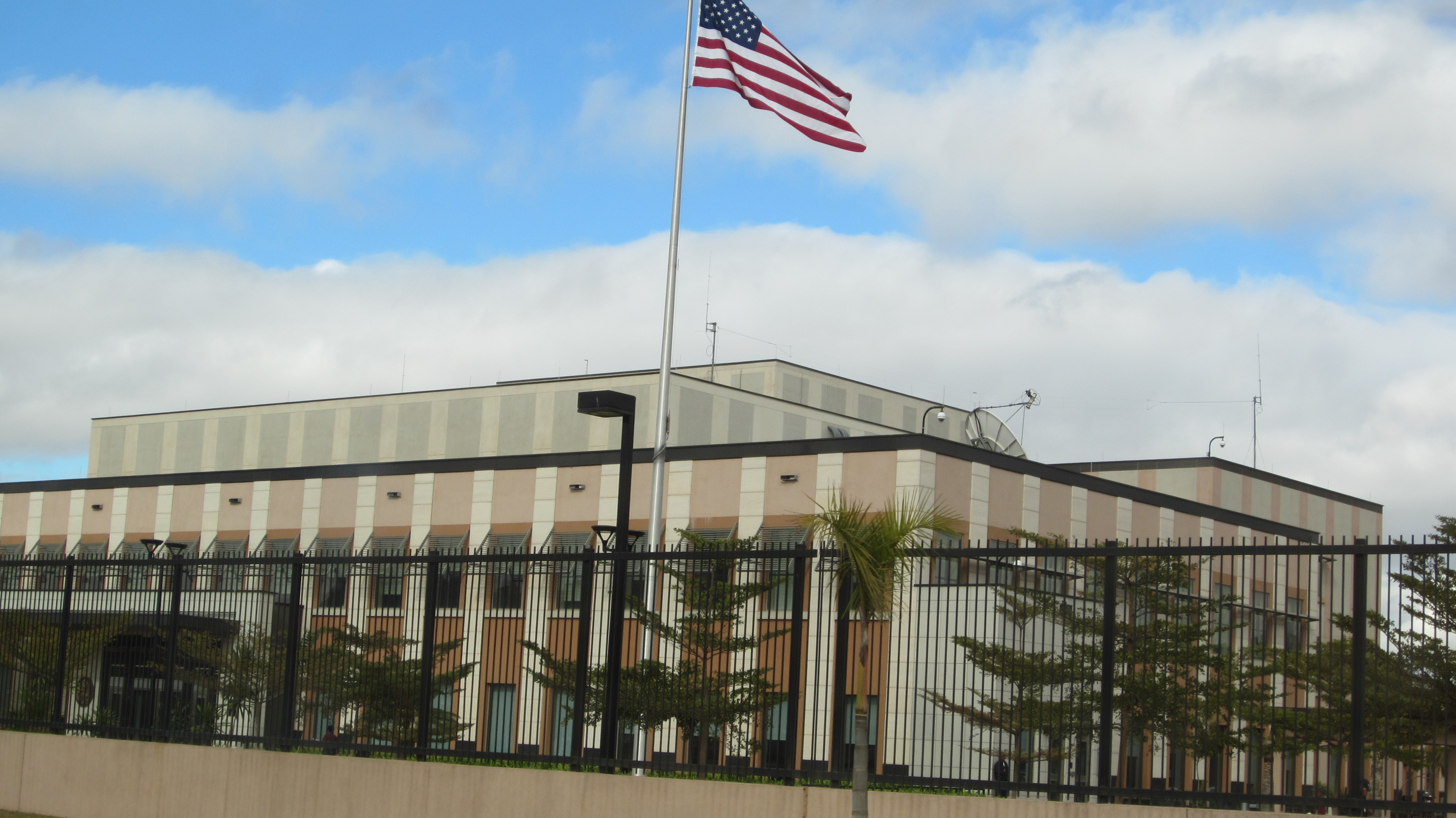
Embajada de Estados Unidos en Antananarivo
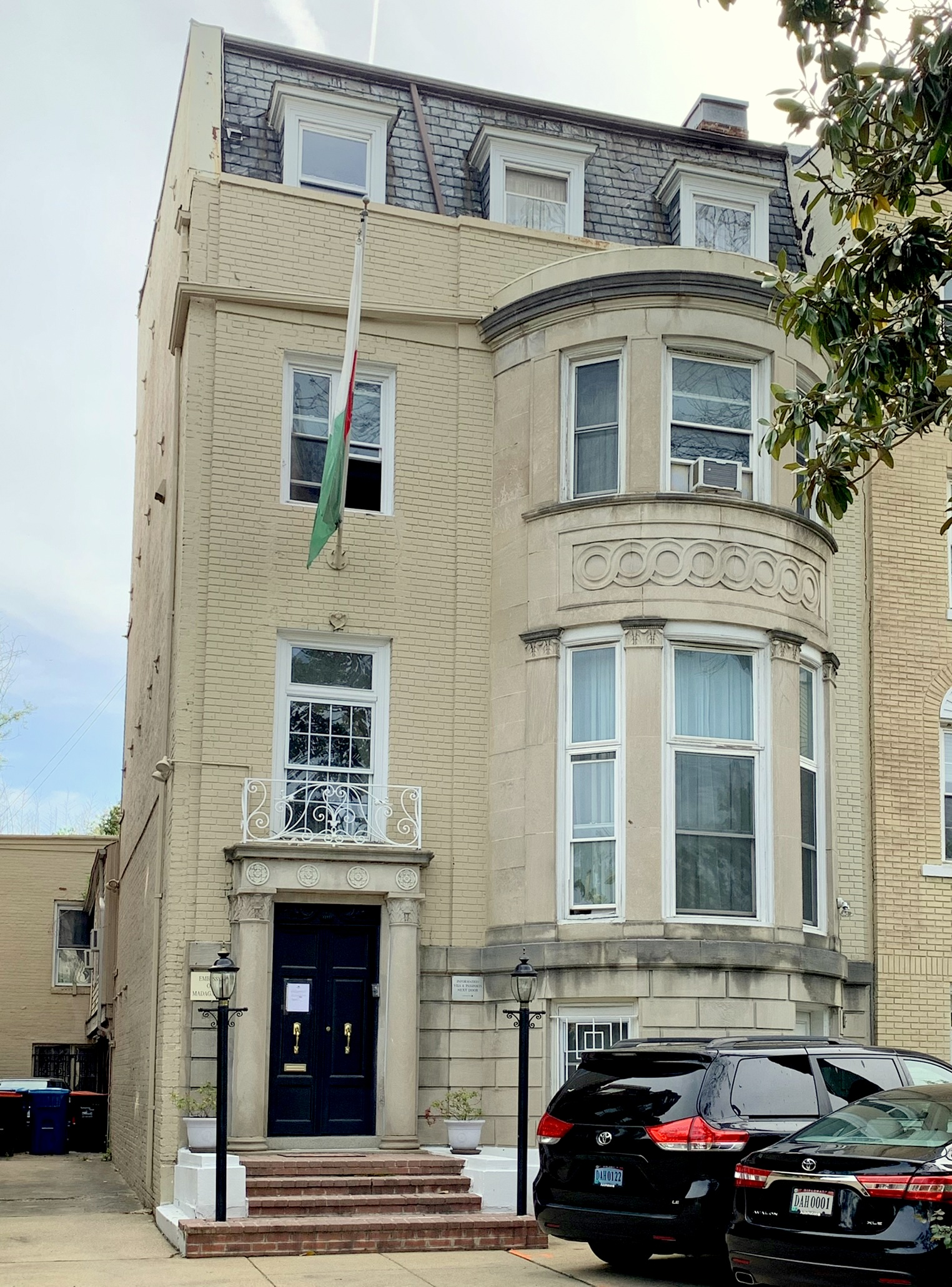
Embajada de Madagascar en Washington, D.C.